# Monestir de Goix
El monestir de Goix o Goixavank (en armeni: Գոշավանք, abans Nor-Guetik Նոր Գետիկ 'Nova Guetik') és un monestir armeni situat al poble de Goix a la província de Tavuix, no lluny de l'actual ciutat de Dilijan, al nord-est d'Armènia. El conjunt es va construir entre el segle XII i XIII, durant el període zacàrid; va estar actiu fins a finals del segle XIV, i després del XVII al XIX.
L'església principal del monestir, Santa Mare de Déu (Sourp Astvatsatsin), està precedida per un gavit; dues altres esglésies (Sourp Grigor i Sourp Grigor Lousavorich), algunes capelles i una biblioteca completen el lloc. El monestir rep el nom del seu fundador, el faulista, jurista i teòleg Mkhitar Goix.
Hui es troba en desús a nivell religiós; es va restaurar en dues fases al segle XX i XXI.

## Situació geogràfica

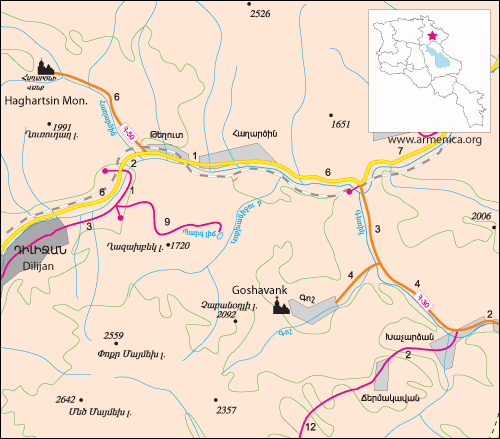
Ubicació del monestir de Goix

El monestir s'alça sobre una muntanya que arriba a 1.252 m sobre el nivell del mar i recolza contra les parets de roca de la vall boscosa superior de Tandzout, una petita vall connectada amb la d'Aghstev, al nord-est de l'altiplà armeni i a la vora exterior del Caucas Menor.
El conjunt està situat al territori de la comunitat rural de Goix, a 23 km  de Dilijan, al Tavuix, al nord-est d'Armènia. El monestir de Goix també és a prop del Monestir de Hakhartsín, i la UNESCO l'ha comparat amb el conjunt format pels monestirs de Hakhpat i Sanahín, inscrits conjuntament a la Llista del Patrimoni Mundial de la UNESCO. També hi ha un projecte d'integració, amb aquest mateix monestir, al Parc Nacional de Dilijan, que l'envolta completament.
Històricament, el monestir de Goix es troba al cantó de Varajnuní (després Kolbopor) de la província de Gugarq, una de les quinze províncies de l'Armènia històrica (anomenada Regne d'Armènia o Gran Armènia) segons el geògraf del segle VII Ananies de Xirak.

## Història
Sota la protecció del príncep Ivanê Zacàrides, durant el "Renaixement Zacàrida" arran de les invasions seljúcides i l'alliberament del nord de la Gran Armènia per part dels georgians amb el suport dels armenis, el monestir, el fundà el 1181 Mkhitar Goix amb el nom de Nor-Guetik ('Nou Guetik'), arran de la destrucció per un terratrèmol del monestir de Guetik (del qual només resten ruïnes), a 20 km més a l'est. L'indret sembla haver estat la ubicació d'una fortalesa de l'edat del ferro, tal com suggereixen les ruïnes del refectori.

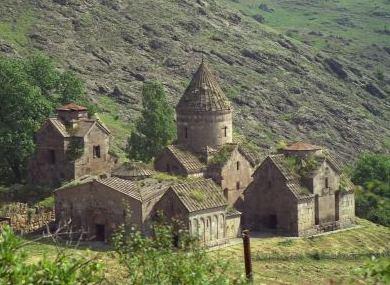
El monestir abans de l'última restauració

Les dues primeres esglésies de fusta (Sourp Grigor Lousavorich i Sourp Karapet Hovnan, de les quals no en queda res) aviat van donar pas a un primer edifici de pedra, Sourp Astvatsatsin, i esdevingueren un important centre d'aprenentatge sota el seu mestre principal Mkhitar Goix, i participaren així en el renaixement de l'Armènia Zacàrida. El monestir, la reputació del qual es va estendre fins a Cilícia, va prendre el nom actual a la mort del seu fundador (1213). Els estudiants famosos del monestir foren Hovhannes Vanakan, Kirakos de Gandzak, que en va deixar una descripció en el seu temps, i Vardan Areveltsi.
Altres edificis s'hi van erigir sota el Magistre superior (1213-1252), al segle XIII, però el conjunt fou abandonat a finals del segle XIV, durant les invasions timúrides mogols (incloent-hi la crema de la biblioteca i els seus 15.000 volums); va renàixer del segle XVII al XIX, abans de tornar a ser abandonat.
Una primera restauració se'n feu durant l'època soviètica, del 1957 al 1966, i s'hi creà un petit museu el 1972. Una segona restauració s'hi dugué a terme després de la independència del país als anys 2000, incloent-hi la instal·lació de cobertes transparents en alguns edificis.

## Edificis
Molt a prop l'un de l'altre, els edificis principals del monestir són les esglésies Sourp Astvatsatsin, Sourp Grigor, Sourp Grigor Lousavorich i la biblioteca.
| Plan du monastère | \| En aquest mapa, el nord és a l'esquerra. 1. Sourp Astvatsatsin (" Santa Mare de Déu », 1191-1196). 2. Sourp Grigor (" Sant Gregori », 1231). 3. Sourp Grigor Lousavorich (" Sant Gregori il·luminador », 1231/1237). 4. Doble capella. 5. Capella senzilla. 6. Gavit (" nàrtex », 1197-1203 i 1231-1241). 7. Campanar i biblioteca (1291). 8. Refectori. 9. Galeria coberta. \| |
| En aquest mapa, el nord és a l'esquerra. 1. Sourp Astvatsatsin (" Santa Mare de Déu », 1191-1196). 2. Sourp Grigor (" Sant Gregori », 1231). 3. Sourp Grigor Lousavorich (" Sant Gregori il·luminador », 1231/1237). 4. Doble capella. 5. Capella senzilla. 6. Gavit (" nàrtex », 1197-1203 i 1231-1241). 7. Campanar i biblioteca (1291). 8. Refectori. 9. Galeria coberta. | |

### Sourp Astvatsatsini el seugavit
L'església principal del conjunt és Sourp Astvatsatsin ('Santa Mare de Déu', 1), erigida en vida de Mkhitar, del 1191 al 1196, consagrada el 1197 i restaurada al segle XIII. Aquesta creu inscrita segueix la planta de la sala amb cúpula, amb les sales de l'angle oest obertes en gran part. Està rematada per un tambor cilíndric decorat amb entrellaçats i una cúpula cònica sostinguda per arcs apuntats i quatre petxines. Els murs estan decorats a l'exterior amb nínxols triangulars, a llevant i sud, i estan perforats per l'entrada principal (obertura al gavit a ponent) i per una altra entrada al nord.
Sourp Astvatsatsin es completa a l'oest per un nàrtex erigit des del 1197 fins al 1203; i del 1231 al 1241. Aquest quadrilàter d'estructura interna cruciforme està centrat en la cúpula de vuit vessants, sostinguda per quatre columnes i quatre arcs, i es completa als angles orientals amb dues capelles. El portal està situat a l'oest i està decorat amb un marc d'arc inscrit en un altre marc rectangular amb una cadena seljúcida.

### Sourp Grigor
Al sud de l'església principal es va alçar l'església Sourp Grigor ('Sant Gregori'), acabada el 1231. La planta és semblant a la de Sourp Astvatsatsin, amb l'estructura de creu inscrita completada per dues capelles a l'est i coronada per un tambor i una cúpula; les façanes estan decorades amb nínxols, tret a l'oest, en què n'hi ha el portal amb el marc de la porta d'arc amb una doble cadena seljúcida.

### Sop Grigor Lousavorich
Al sud del nàrtex hi ha l'església de Sourp Grigor Lousavorich ('Sant Gregori il·luminador'), erigida l'any 1231 (o 1237) pel príncep Grigor Tgha. Aquesta nau única amb volta de canó té un absis a l'est que allotja l'altar i està decorat amb cinc nínxols i dues capelles cantoneres. La decoració interior es distingeix per les seues columnes retorçades. Les façanes estan decorades amb arcades cegues i columnes; la façana de l'est també té tres finestres i dos nínxols. La façana de ponent es distingeix pel portal amb una complexa ornamentació esculpida que evoca l'art musulmà, amb un arc ogival, estreles i motius vegetals. A banda i banda del portal hi havia dos khatxkars, obra d'un tal Pavlos o Poghos fets el 1291, "excepcionals en el seu refinament" i vinculats a l'escola de Vaiots Dzor de Momik. Només en resta un al lloc, el segon s'exposa al Museu d'Història Armènia.

### Altres edificis
Connectat a la façana nord del gavit (nàrtex) per una galeria coberta amb quatre arcs, es va construir un edifici l'any 1291 i presenta una estructura inusual per a l'arquitectura armènia superposant dues creus inscrites coronades per un campanar de rotonda. Obra dels arquitectes Grigor i Zakios, alberga la biblioteca o matenadaran i una capella (primer pis) dedicada als arcàngels Gabriel i Miquel. El conjunt està sostingut per un doble parell d'arcs encreuats, quatre angles dels quals estan així formats i decorats amb estalactites, i per quatre parells de columnes, i té finestres a tres de les façanes. L'accés a la planta superior es fa per una escala exterior adossada a la façana de l'oest. Les ruïnes del refetor del monestir, un segon nàrtex segurament amb teulada de fusta, es troben a l'oest d'aquest edifici.
El lloc es completa amb dues capelles recolzades al sud-est del gavit, així com una altra hui en ruïnes a l'est de Sourp Grigor. El conjunt estava més envoltat de muralles, que hui quasi han desaparegut.
Finalment, al sud-oest n'hi ha la capella funerària de Mkhitar Goix, Sourp Gevork ('Sant Jordi'), una capella cruciforme construïda l'any 1254 (o 1255). La tomba del fundador del monestir no ha sobreviscut.